# Fredrik Bondestam
Per Fredrik Bondestam, född 2 november 1971, är en svensk sociolog och feministisk forskare. Han är sedan 2019 föreståndare för Nationella sekretariatet för genusforskning vid Göteborgs universitet.

## Biografi
Bondestam disputerade 2004 på en avhandling om abjektion och akademisk jämställdhet. Han har arbetat med genusfrågor i 20 år, bland annat vid Centrum för genusvetenskap vid Uppsala universitet och som forskningssamordnare vid Nationella sekretariatet för genusforskning, och har forskat om forskar om sexuella trakasserier, utsatthet, normalitetens våld i akademiska kontexter, maskuliniteter och risk samt olika aspekter på feministisk pedagogik.
Han har varit ledamot i regeringens expertgrupp för jämställdhet i akademin (DEJA) under ledning av forskningsminister Helene Hellmark Knutsson och även ansvarat för SOU 2010:35 "Kunskap som befrielse - en metaanalys av svensk forskning om jämställdhet och skola 1969–2009" och 2010:36 "Svensk forskning om jämställdhet och skola - en bibliografi". Han var 2018 medförfattare till Vetenskapsrådets forskningsöversikt "Sexuella trakasserier i akademin", som kartlägger området och påvisar bland annat att forskning om förövarna nästan helt saknas.
Han tillträdde 2019 som föreståndare för Nationella sekretariatet för genusforskning vid Göteborgs universitet, där han efterträdde Kerstin Alnebratt.